# Chéravoie
Chéravoie est une rue ancienne du centre historique de la ville de Liège (Belgique) reliant la rue Souverain-Pont au quai Sur-Meuse. 

## Odonymie
Chéravoie signifie la voie pour les charrettes. En wallon, une charrette se dit tcherete ou chèrète. La largeur de la voie permettait aux charrettes de circuler contrairement à certaines voiries voisines plus étroites comme la rue du Champion. Depuis 1956, la rue Chéravoie, pléonastique, est devenue Chéravoie. Sur une gravure de 1623, la voie est renseignée comme rue du Chariot.

## Histoire
En 841, l'évêque Hircaire fait construire un pont plus solide qu'on nomma le Souverain-Pont. Ce pont de bois souvent dégradé par le charriage des glaçons, traversait la Meuse en face de la rue Souverain-Pont et aboutissait dans la rue des Pêcheurs appelée à l'époque Pexheurue, actuelle rue Capitaine. Or, la partie basse de l'historique rue Souverain-Pont est la Chéravoie qui daterait ainsi au moins du IXe siècle. 

## Description
Cette rue pavée et plate d'une longueur de 96 m a perdu son caractère de rue commerçante. Elle applique un sens unique de circulation automobile du quai Sur-Meuse vers la rue de la Cathédrale et la rue Souverain-Pont.

## Architecture

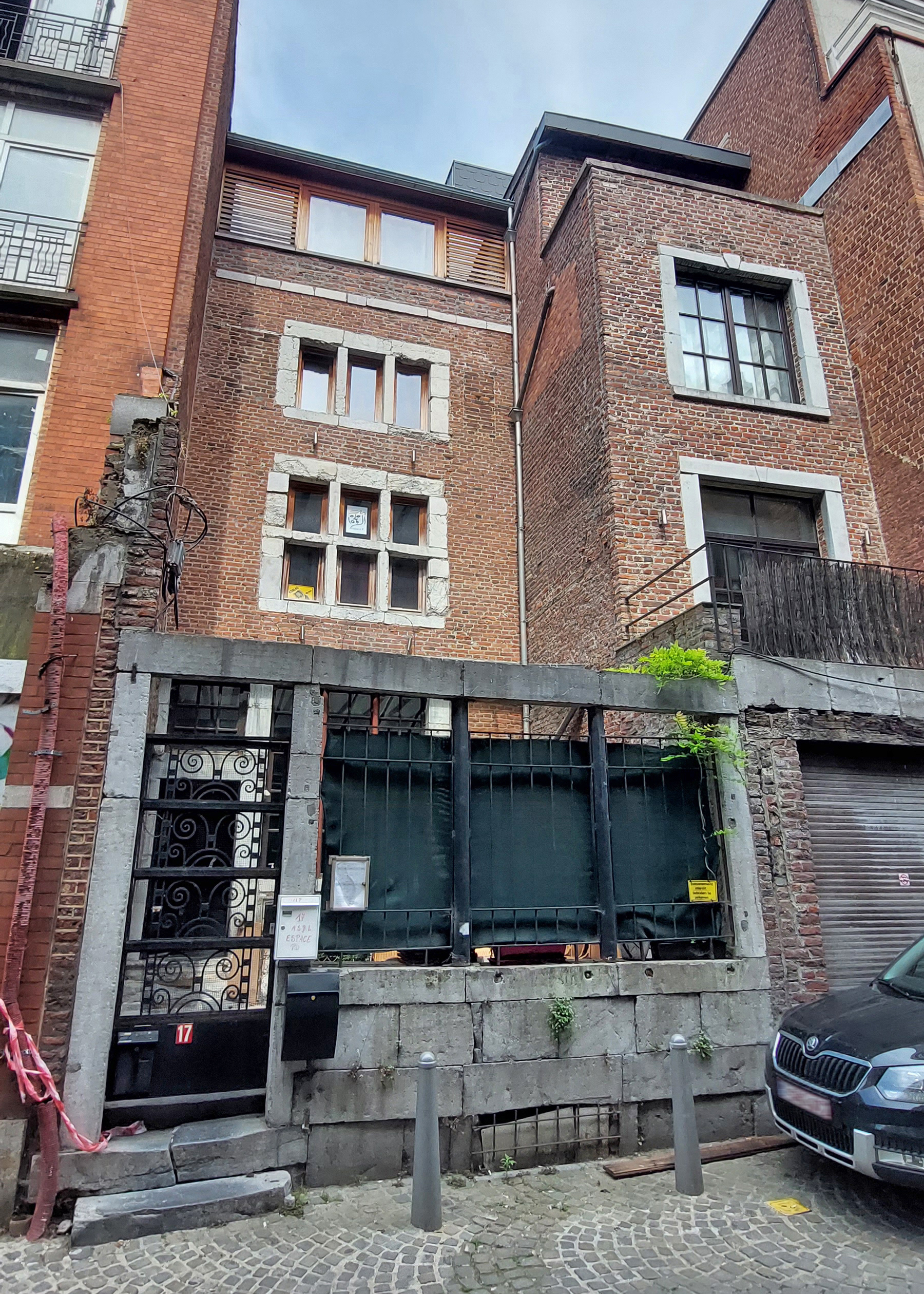
Façade du n° 17.

Chéravoie possède quelques immeubles caractéristiques du style mosan du XVIIe siècle comme ceux situés aux numéros 13 et 17.
La maison de deux étages érigée à la fin du XVIIe siècle et sise au no 11, à l'angle avec la ruelle de la Licorne, possède une façade bien conservée de trois travées construites en pierre calcaire, percées de baies à meneau mais ne possédant plus de porte d'entrée, cette dernière étant transformée en une baie cintrée avec encadrement sculpté de motifs végétaux. Cette maison est reprise sur la liste du patrimoine immobilier classé de Liège depuis 1959.

## Voiries adjacentes
- Rue Souverain-Pont
- Rue de la Cathédrale
- Rue Florimont
- Ruelle de la Licorne
- Quai Sur-Meuse